# 1911 Шубарт
1911 Шубарт (1911 Schubart) — астероїд головного поясу, відкритий 25 жовтня 1973 року. Належить до групи Гільди.